# Francisco Xavier de Luna Pizarro
Francisco Xavier de Luna Pizarro y Pacheco (Arequipa; 3 de diciembre de 1780-Lima; 9 de febrero de 1855) fue un sacerdote, político y abogado peruano. Funjió como Arzobispo de Lima de 1846 a 1855, diputado por su departamento natal, senador de la República, y Presidente de los Congresos Constituyentes de 1822, 1828 y 1834. Se desempeñó además como rector del Colegio de Medicina de San Fernando de la Universidad de San Marcos. Fue una de las mayores figuras intelectuales y políticas del Perú de principios de la República: abnegadamente patriota, con gran firmeza de carácter, defendió con vigor las ideas liberales, y a pesar de su edad y sus enfermedades, no doblegó su honor, su dignidad, ni su conciencia, frente a las innumerables persecuciones de que fue objeto.

## Primeros años
Nació en Arequipa el 3 de diciembre de 1780, en un hogar profundamente cristiano y de abolengo. Hijo de Juan Antonio de Luna Pizarro, teniente coronel de milicias reales, granadino, y de la dama arequipeña Cipriana Pacheco de Chaves Araus. 
A los once años ingresó al Seminario Conciliar de San Jerónimo de Arequipa cuyos estudios se desenvolvían entonces bajo la ilustre dirección del obispo Pedro José Chávez de la Rosa. Tras recibir la primera tonsura (16 de diciembre de 1791), estudió allí Latinidad y Retórica, Filosofía, Sagrada Teología y Jurisprudencia civil. Se dice que era un niño precoz y vivaracho. A propósito se cuenta una anécdota que nos ha trasmitido Ricardo Palma en una de sus más célebres Tradiciones peruanas: En cierta ocasión el obispo hizo una visita al Seminario y comenzó a hacerles preguntas a los alumnos; a quienes no contestaban rápida y correctamente les decía: "Al rincón, quita calzón", para señalarles que se les iba a aplicar un palmetazo en sus partes pudibundas. Al llegar el turno a Francisco Javier, este tampoco pudo contestar muy bien el interrogatorio de Monseñor, pero inmediatamente retrucó una pregunta a su eminencia: ¿cuál era la cantidad de Dominus Vobiscum que se decían en la misa? El obispo, después de meditar, tuvo que reconocer que no sabía la respuesta, por lo que el niño Francisco Javier se atrevió sancionar al superior religioso con el ya clásico: "Al rincón y quita calzón".
Francisco Xavier demostró tan altas dotes que el obispo decidió entonces enriquecer su educación con el aprendizaje de las Matemáticas, y más tarde le otorgó su protección. Al terminar sus estudios pasó al Cuzco, en cuya Universidad optó la licenciatura en Leyes y Cánones (26 de junio de 1798) y en Sagrada Teología (5 de julio de 1798). Con la autorización para hacer la práctica forense (abogadil), volvió a su ciudad natal y se dedicó por lo pronto a la docencia en el Seminario de San Jerónimo, enseñando Filosofía, Ética y Matemáticas.
El 13 de abril de 1799 recibió las órdenes menores de manos del Obispo Pedro José Chávez de la Rosa, quien le ofreció un puesto entre sus familiares. Siguió la práctica profesional (abogadil) en el estudio de Evaristo Tadeo Gómez Sánchez, un notable magistrado arequipeño. Volvió al Cuzco en 1801, donde obtuvo dispensa del período de práctica que le faltaba cumplir, recibiéndose de abogado ante la Real Audiencia del Cuzco (28 de septiembre de 1801). Hizo lo propio en la Real Audiencia de Lima con fecha 25 de enero de 1802. 
De vuelta al Seminario de Arequipa, continuó su labor docente. Cumplido su deber magisterial, recibió las órdenes mayores de manos del Arzobispo Bartolomé María de las Heras, en Lima (13 de agosto de 1806). Ocupó la prosecretaría del Obispado de Arequipa y asumió los cargos de Vicerrector y Prefecto de Estudios en el Seminario (1807). Al año siguiente pasó a ejercer su ministerio en el curato de Torata.
En marzo de 1809 viajó a España, acompañando al Obispo Chávez de la Rosa en calidad de Secretario. La estancia de Luna Pizarro en la península fue decisiva en el curso posterior de su vida, pues allí presenció la resistencia que el pueblo opuso a la invasión napoleónica. Nombrado Capellán de la Presidencia del Consejo de Indias, asistió a las sesiones de las Cortes de Cádiz, que aprobaron la primera constitución de la monarquía española y la libertad de prensa. Fue designado examinador sinodal del arzobispado de Sigüenza (1811). Pero pronto obtuvo el permiso de su protector para retornar al Perú, embarcándose en la goleta Hermosa mexicana el 22 de diciembre de 1811. Llegó a Lima al siguiente año, justamente cuando la opinión del país se hallaba agitada por las elecciones de diputados a Cortes (1812). 
En Lima obtuvo una media ración en el Cabildo Metropolitano, una modesta prebenda que le fue otorgada por intercesión de su protector Cháves de la Rosa. En 1816 fue recibido de racionero y ejerció, hasta 1822, la secretaría del Cabildo, en recompensa de su fidelidad y talento. A solicitud de la Junta de Catedráticos, en 1819 pasó a ejercer el rectorado del Colegio de Medicina de San Fernando, sucediendo a Fermín de Goya, quien había fallecido en ese año. Obtuvo también el grado de doctor en teología en la Universidad de San Marcos. No obstante los avatares de la coyuntura emancipadora, mantuvo la regularidad de las labores académicas. Por exigencia de sus funciones debió pronunciar un elogio de Fernando VII y la monarquía española, durante la conmemoración anual del advenimiento de dicho monarca. Era, sin embargo, un republicano liberal. Abiertamente lo manifestó cuando se preparaba en Lima la proclamación de la independencia.

## Vida política

### El Congreso Constituyente de 1822-1823
Luego de la proclamación de la independencia del Perú (28 de julio de 1821), integró la Junta de Purificación que recibió las informaciones de los curas acerca de sus servicios patrióticos; fue asociado a la Orden del Sol (12 de diciembre de 1821); integró la Sociedad Patriótica, creada para discutir acerca del régimen de gobierno conveniente al Perú (10 de enero de 1822). 
Elegido diputado por Arequipa al Primer Congreso Constituyente del Perú, aplicó brillantemente la experiencia adquirida al observar el funcionamiento de las Cortes de Cádiz. Le tocó presidir durante el primer mes de sesiones, del 20 de septiembre al 20 de octubre de 1822. Integró la comisión que trazó las bases de la primera Constitución Política que sería aprobada el año siguiente.
Intervino decisivamente en la conformación de la Suprema Junta Gubernativa de 1822 que presidió José de La Mar. Al ser disuelta esta Junta por el pronunciamiento del ejército peruano, que impuso a José de la Riva Agüero como Presidente de la República, pidió licencia y marchó voluntariamente a Chile. Allí permaneció hasta que se consumó la independencia peruana en la batalla de Ayacucho (9 de diciembre de 1824). Retornó entonces a Arequipa, tras ser nombrado tesorero del Cabildo Diocesano de dicha ciudad. Luego pasó a Lima, por haber sido nombrado tesorero del Cabildo Metropolitano; y con mucha habilidad empezó a socavar las posiciones de la dictadura bolivariana, no por ambición, sino por creer sinceramente que toda dictadura era funesta para la República.
Fue uno de los sesenta y cinco diputados electos en 1825 cuyas actas fueron aprobadas por la Corte Suprema para conformar el Congreso General de 1826. Sin embargo, en juntas preparatorias la mayoría de los diputados acordó no asumir ningún tipo de atribuciones, por lo que el Congreso no llegó a entrar en funciones. En las juntas preparatorias lideró al grupo de diputados liberales («los malditos diputados» como los calificara Bolívar) que hizo denodada oposición a la prórroga de la dictadura bolívariana. Ello le acarreó un nuevo destierro a Chile (agosto de 1826). Tras el retiro de Bolívar del Perú y subsiguiente caída del régimen vitalicio, Luna Pizarro retornó al Perú y al desembarcar en el Callao, el 29 de abril de 1827, fue recibido triunfalmente por una multitud, lo que demostraba su popularidad.

### El Congreso General Constituyente de 1827-1828
En 1827, elegido nuevamente diputado por Arequipa, incorporóse al Congreso General Constituyente que debía proclamar una nueva Constitución Política. Presidió sus sesiones en dos periodos —primero, desde el 4 de junio hasta el 4 de julio de 1827, y luego desde el 4 de marzo hasta el 4 de abril de 1828—. Decidió la elección de José de La Mar como Presidente Constitucional; favoreció la inclusión de los principales dictados la Constitución de 1823 en la proclamada en 1828. Consideró necesario preparar la guerra contra la Gran Colombia, a fin de neutralizar la posibilidad de una reacción bolivariana; justificó la invasión a Bolivia y la expulsión de Sucre, logradas por el general Agustín Gamarra tras una fácil campaña; y alentó la anexión de Guayaquil, en vista de los sentimientos peruanistas que alentaban los principales residentes de esa ciudad. 
Declarada la guerra entre Perú y la Gran Colombia, quiso prevenir la amenaza que veía asomar tras el creciente ascenso de Gamarra, pero sin lograrlo. Y cuando La Mar fue depuesto por Gamarra, Luna Pizarro marchó voluntariamente por tercera vez al destierro a Chile, para no otorgar su acatamiento al golpe de Estado, mostrándose coherente con su prédica política.

### La Convención Nacional de 1833-1834
En ausencia fue designado Deán del Cabildo eclesiástico de Arequipa (8 de marzo de 1831) y cuando volvió a su ciudad natal (enero de 1832), anunció su propósito de consagrarse exclusivamente a su ministerio religioso. Elegido senador por el departamento de Arequipa, alegó razones de salud para no incorporarse a la legislatura de 1832. No obstante, tuvo que reconsiderar su decisión. Los votos de su provincia natal, y de Tinta, lo llevaron a la Convención Nacional de 1833, una asamblea de representantes cuya misión era reformar la Constitución de 1828. Esta vez si marchó a Lima para ocupar la diputación. El grupo liberal, entre los que se contaba otro célebre sacerdote, Francisco de Paula González Vigil, lo eligió Presidente de aquel cuerpo legislativo, por efecto de sucesivas elecciones mensuales, desde el 12 de diciembre de 1833 hasta el 12 de marzo de 1834. 
Se hallaba ya por finalizar el mandato del presidente Agustín Gamarra y al frustrarse las elecciones presidenciales, se encomendó a la Convención Nacional la elección de un Presidente provisorio. A pesar de que el favorito de los liberales era el general Domingo Nieto, Luna Pizarro influyó para que el nombramiento recayera en el general Luis José de Orbegoso, un militar débil y manejable, en oposición al candidato gobiernista, el general Pedro Pablo Bermúdez (1833). La idea era evitar que los militares más ambiciosos copasen el poder, pero ello, más que una solución a la amenaza de la anarquía, significó más bien el inicio de una terrible crisis política en el Perú, ya que los militares postergados no se quedaron con los brazos cruzados. 
Luna Pizarro condenó severamente el audaz pronunciamiento del general Bermúdez, el candidato perdedor y caudillo de los gamarristas rebeldes. Por su influjo se decidió la orientación liberal de la nueva Constitución Política que fue proclamada el 10 de junio de 1834. Pero esta sería su postrera actuación política. Tras el golpe del general Felipe Santiago Salaverry (1835), su opinión no tuvo ya ninguna fuerza decisoria en la política peruana, ni aun cuando ejerció de consejero de Orbegoso durante el mandato de este como Presidente del Estado Nor-Peruano, en tiempos de la Confederación Perú-Boliviana (1838). Decidió entonces consagrarse exclusivamente a su ministerio dentro de la Iglesia católica.

## Su influencia política entre 1822 y 1834
Luna Pizarro influyó decisivamente en la política peruana durante el periodo 1822 - 1834, al punto que en la época se decía que su lujuria «era mandar a los que mandan». Fue el mentor de las constituciones políticas de 1823, 1828 y 1834. 
Si bien no estuvo presente en la redacción del proyecto de Constitución de 1823 por haber emigrado a Chile, este proyecto siguió la estructura que planteó en las «Bases de Constitución» de 1822 y que tomó de un muy difundido libro de política de la época, es decir, Parlamento Unicameral, Cuerpo Conservador o Senado Conservador, reformulándose solo la concepción de Poder Ejecutivo Plural tras la funesta experiencia de la Suprema Junta Gubernativa.
En cuanto a la Constitución de 1828 Luna Pizarro tomó como fuente principal la Constitución Argentina de 1826, que rechazaba el federalismo y que en cierta medida equilibraba los poderes ejecutivo y legislativo, con lo que se atemperaba el jacobinismo asambleario de la primera constitución peruana.
Finalmente, la Constitución de 1834, que es una enmienda o corrección de ciertos artículos de la Constitución de 1828, tratando de limitar los excesos del caudillismo militarista y, principalmente, como lo ha recalcado muy bien Paniagua Corazao, despojar al Poder Ejecutivo de sus principales atribuciones, tenía como propósito la federación con Bolivia, pensamiento que Luna Pizarro tuvo en mente durante todo el periodo de su influencia política, al igual que otros políticos peruanos, buscando unir el Alto y Bajo Perú.

## Episcopado
Nombrado Obispo titular de Alalia in partibus infidelium y Obispo auxiliar de Lima, fue consagrado el 21 de septiembre de 1837, retirándose al convento de San Francisco. Fue nombrado también Deán del Cabildo Metropolitano (1838); a partir de entonces se dedicó enteramente a las obligaciones de su ministerio. En 1842, habiendo fallecido el arzobispo de Lima Francisco de Sales Arrieta, fue nombrado vicario capitular en sede vacante, y en el consistorio del 24 de abril de 1845, fue preconizado arzobispo de Lima por S.S. Gregorio XVI. Enviada la bula respectiva, tomó posesión el 27 de abril de 1846, como vigésimo Arzobispo de Lima, dignidad que ejerció hasta su fallecimiento en 1855.
Durante su gestión señaló como erróneas algunas ideas que antes profesara con entusiasmo, e inclusive gestionó la condenación papal contra los alegatos regalistas de su viejo amigo, el sacerdote Francisco de Paula González Vigil. Ofreció su apoyo a las Hermanas de los Sagrados Corazones. que llegaron imprevistamente al Perú y a quienes el presidente Ramón Castilla les encargó el Colegio del Espíritu Santo. Restauró la labor del Seminario Mayor de Santo Toribio para religiosos y seglares.

## Obra escrita
Sus pastorales han sido recogidas en: Colección de obras selectas del clero contemporáneo del Perú. Tomo I, París, 1853.